# Obora

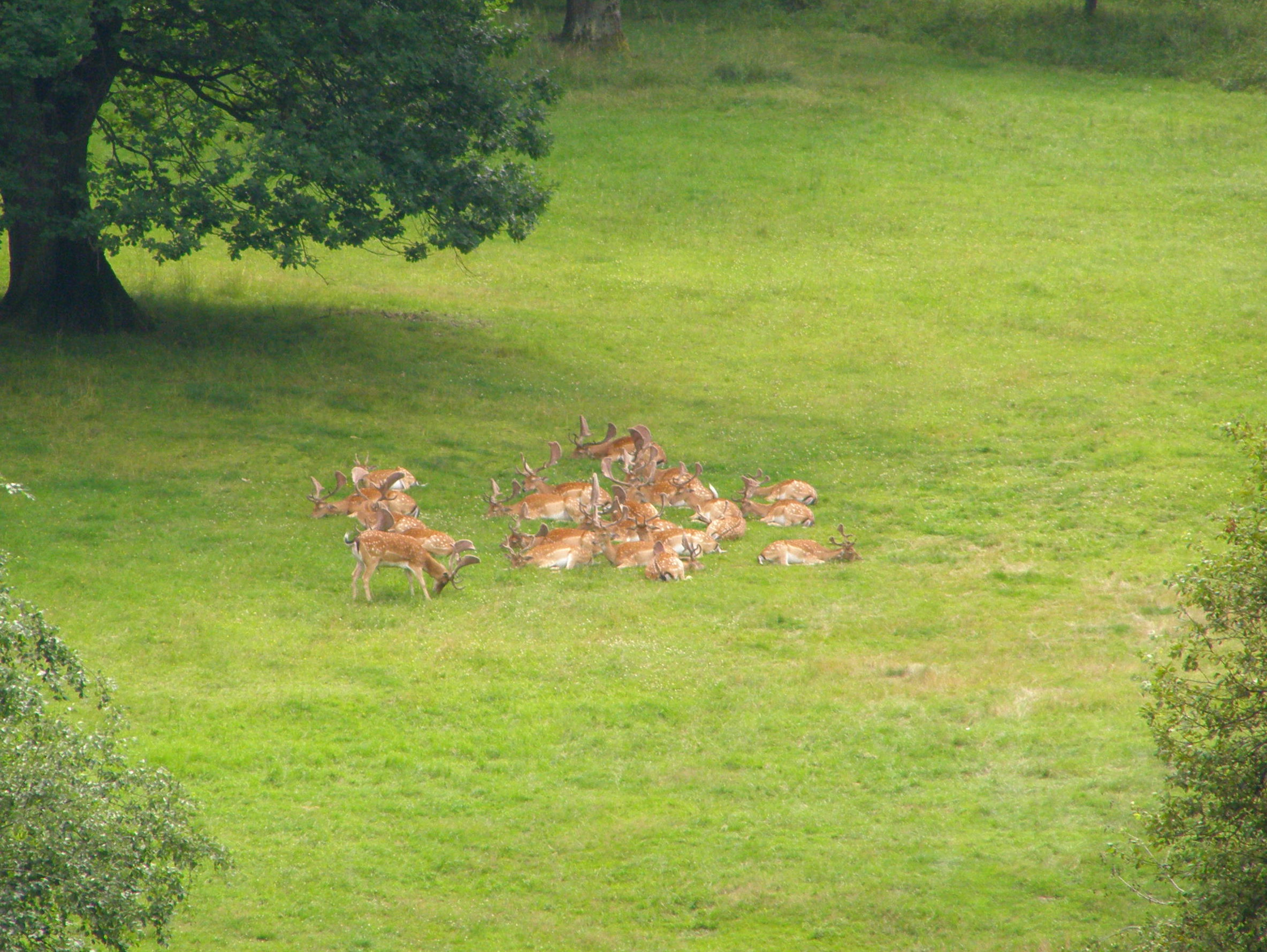
Stádo daňků v oboře v hukvaldském podhradí

Obora je dle definice zákona o myslivosti (Zákon 449/2001 Sb. §2 Odst. d) ohrazená část území určená pro chov zvěře. Nejčastěji se hovoří o oborách v mírném pásu, kde je chována zvěř žijící převážně v lesích. Proto i převážná část obor zaujímá lesní parcely. S chovem zvěře v oborách se v Evropě začalo již ve středověku, kdy byl dotován bohatými šlechtickými rody.
Tento způsob chovu přetrvává do současnosti, kdy jsou obory určeny pro chov ohrožených druhů zvěře nebo jsou využívány školami k výukovým a výzkumným účelům. Zvěř žijící v oborách není většinou tak plachá jako zvěř žijící ve volné přírodě. V Česku se v oborách chovají hlavně jeleni, daňci, prasata, mufloni a další. Srnčí zvěř se v oborách nechová, protože žije víceméně v každé honitbě v ČR. Obory jsou ohrazeny vysokým plotem, zamezujícím pohybu lidí a zvířat ven či dovnitř. Zvěř žijící v oborách je nutné dokrmovat a zajišťovat prevenci onemocnění. Tato zvěř je snadněji lovitelná.

## Chráněné obory v Česku
Následující území jsou historické obory, které mají status chráněného území:
- Bošínská obora u obce Bošín v okrese Ústí nad Orlicí, přírodní rezervace
- Choltická obora u městyse Choltice v okrese Pardubice, přírodní rezervace
- Mutenská obora u obce Cizkrajov v okrese Jindřichův Hradec, přírodní rezervace
- Roštýnská obora u obce Doupě v okrese Jihlava, přírodní rezervace
- Sedlická obora v okrese Strakonice, též přírodní rezervace
- Žehuňská obora u obce Žehuň v okrese Kolín, bývalá přírodní rezervace Žehuňská obora a Žehuňský rybník a ptačí oblast Žehuňský rybník - Obora Kněžičky na rozhraní Středočeského a Královéhradeckého kraje, přírodní rezervace
- Přírodní park Škvorecká obora-Králičina u města Úvaly v okrese Praha-východ, přírodní rezervace
- Náměšťská obora, přírodní památka Obora, okres Třebíč
- Obora (přírodní památka, okres Kroměříž), obora v Kotojedech, přírodní památka
- Obora v Uhříněvsi v Praze, přírodní památka
- Černická obora v okrese Tábor, přírodní památka
- Obora Hvězda v Praze, přírodní památka
- Královská obora v Praze, jinak zvaná Stromovka, přírodní památka
- Kunštátská obora u obce Kunštát v okrese Blansko, přírodní památka
- Loucká obora u obce Louka v okrese Blansko, přírodní památka
- Lysická obora u obcí Drnovice a Lysice v okrese Blansko, přírodní památka
- Náměšťská obora, též Kralická obora u města Náměšť nad Oslavou v okrese Třebíč, přírodní památka
- Rukávečská obora v okrese Písek, její malou část tvoří přírodní památka Rukávečská obora (přírodní památka)
- Žehušická obora u obce Žehušice v okrese Kutná Hora, přírodní památka
- část Průhonického parku za silnicí III/0032 s rybníky Labeška a Bořín
- Zubří obora v Topoľčiankách v okrese Zlaté Moravce na Slovensku, chráněný areál